# Pardus
Pardus는 튀르키예 정부로부터 지원을 받아 개발된 리눅스 배포판이다. Pardus가 주로 초점을 두는 분야는 튀르키예 관청들에 사용하는 것을 포함한 오피스 관련 업무이다. 그럼에도 불구하고 Pardus는 여러 언어로 제공된다. 사용하기 쉽고 무료이며 전 세계적으로 수많은 커뮤니티를 만들었다.
Pardus의 최초 라이브 CD 버전은 2005년 젠투 리눅스의 포크였다.